# Mang'ola
Mang'ola (auch Mangola oder Mang'Ola) ist ein Verwaltungsbezirk (Ward) des Distrikts Karatu in der tansanischen Region Arusha.

## Geografie
Mang'ola liegt im Norden von Tansania etwa 150 Kilometer westlich der Regionshauptstadt Arusha am Ostufer des Eyasisses. Der Bezirk grenzt im Westen an den Eyasisee, im Norden an Endamaghang und im Osten und im Süden an Baray.
Das Klima in Mang'ola ist ein lokales Steppenklima, BSh nach der effektiven Klimaklassifikation. Im Jahresdurchschnitt regnet es 626 Millimeter, der Großteil davon in den Monaten November bis April. Vor allem die Zeit von Juni bis September ist sehr trocken. Die Durchschnittstemperatur schwankt zwischen 20,7 Grad Celsius im Juli und 25,4 Grad im Februar.
Der Bezirk hat eine Fläche von 87,8 Quadratkilometern. Bei der Volkszählung 2022 lebten hier 19.982 Menschen in 4898 Haushalten.

## Gliederung
Der Bezirk besteht aus drei Gemeinden (Mtaa) mit 20 Orten (Kitongoji):
| Mang'ola Barazani - Mayfola - Naray - Kisimangeda - Sasgwenju - Mswakini - Milangarini - Mbuyu Senta - Shuleni - Mibuyu Miwili - Antsa | Laghangareri - Mudeland - Gendarga - Butahe - Nguvukazi - Majimoto | Maleckchand - Maghanyo - Gidaburjeck - Bugharga - Gidabesh - Masiyeda |

## Wirtschaft und Infrastruktur
- Gesundheit: Im Bezirk gibt es fünf öffentliche Apotheken, drei in Mang'ola,[8][9][10] und je eine in Laghangareri[11] und in Maleckchand.[12]
- Bildung: Die Mang'ola Secondary School ist eine staatliche weiterführende Tagesschule, die eine Ausbildung zum O-Level (4. Stufe) anbietet.[13] Von der katholischen Diözese Mbulu wird die Anna Gamazo Secondary School geleitet. Dies ist eine Mädchenschule, die Ausbildungen zum O- und A-Level (6. Stufe) anbietet.[14]

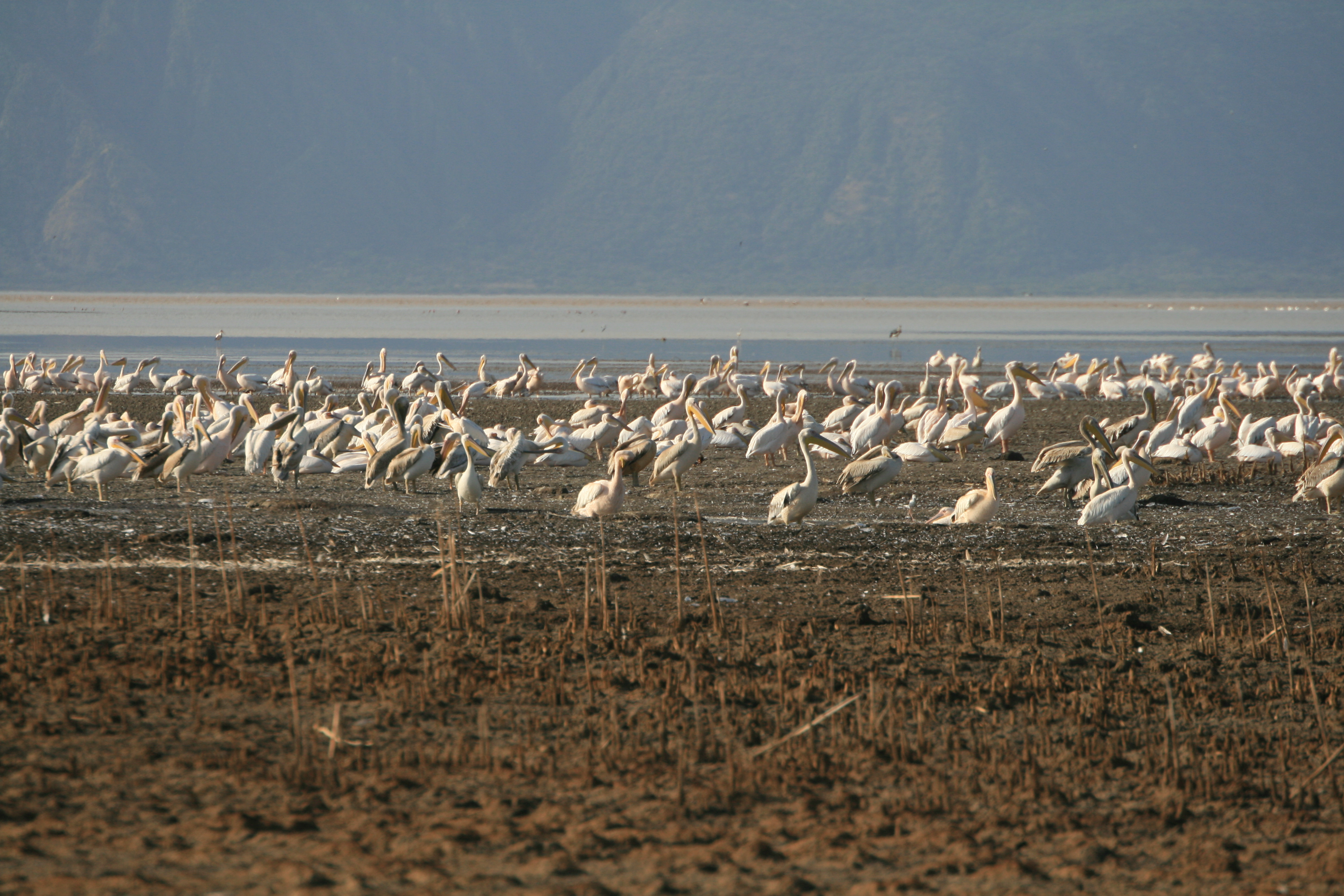
Pelikane am Eyasisee

## Sehenswürdigkeiten
- Eyasisee: Von den knapp 1000 Hadza lebt etwa ein Drittel als Jäger und Sammler im Bereich des Eyasisees. Ein Teil davon verbringt die Trockenzeit nördlich des Yaeda-Tals um die Stadt Mang'ola.[15] Der See ist wegen seines Vogelreichtums bekannt. Afrikanischer Rotgesichtlöffler, Pfirsichköpfchen, Graukopfmöwen, gescheckte Säbelschnäbler, Rotkehlfrankoline, Störche, Bartvögel und Webervögel leben hier, vor allem aber große Populationen von Flamingos und Pelikanen.[16]